# Brobury with Monnington on Wye
Brobury with Monnington on Wye – civil parish w Anglii, w hrabstwie Herefordshire. Leży 16 km na zachód od miasta Hereford i 205 km na zachód od Londynu. W 2001 civil parish liczyła 67 mieszkańców.